# 515 أثاليا
أثاليا هو الكويكب رقم 515 الذي تم اكتشافه من قبل عالم الفلك ماكس ولف من مرصد هايدلبرغ وكان ذلك في 20 سبتمبر من عام 1903 في ألمانيا.